# ГАЕС Hóngpíng
ГАЕС Hóngpíng (洪屏抽水蓄能电站) — гідроакумулювальна електростанція на сході Китаю у провінції Цзянсі. Створена у сточищі річки Бейхе, лівої твірної Bei Liaohe, котра в свою чергу є правою притокою Xiushui (впадає до розташованого на правобережжі Янцзи найбільшого прісноводного озера країни Поянху).
Верхній резервуар станції створили на струмку, що впадає ліворуч до Бейхе, за допомогою бетонної гравітаційної греблі висотою 44 метра, довжиною 104 метра та шириною по гребеню 7 метрів. Крім того, знадобились дві допоміжні кам'яно-накидні споруди із бетонним облицюванням довжиною 368 та 312 метрів. Разом вони утримують водосховище із об'ємом 29,6 млн м3 та припустимим коливанням рівня поверхні у операційному режимі між позначками 716 та 733 метра НРМ (під час повені рівень може зростати до 735,5 метрів НРМ).
Верхній резервуар знаходиться на самій Бейхе. Його створили за допомогою греблі із ущільненого котком бетону висотою 78 метрів та довжиною 181 метр. Вона утримує водойму із об'ємом 61,6 млн м3 та припустимим коливанням рівня поверхні у операційному режимі між позначками 163 та 181 метр НРМ (під час повені рівень може зростати до 184,1 метра НРМ).
Резервуари знаходяться на відстані 1,8 км один від одного та з'єднані із розташованим між ними машинним залом. У 2016 році тут ввели в експлуатацію чотири оборотні турбіни типу Френсіс потужністю по 300 МВт, які використовують напір до 580 метрів (номінальний напір 540 метрів) та мають проектну виробітку 1743 млн кВт-год електроенергії на рік. В подальшому планується спорудити другу чергу із такими ж характеристиками.